# The Big Doll House
Pour plus de détails, voir Fiche technique et Distribution.
The Big Doll House est un film américain réalisé par Jack Hill, sorti en 1971. C'est un Women in prison.

## Synopsis
Aux Philippines, Collier (Judith Brown), une femme qui a tué son mari en état de légitime défense, arrive dans un pénitencier de femmes. Elle se retrouve en cellule avec des codétenues très différentes : une prostituée, Grear (Pam Grier) ; une compagne de guérilléro, Bodine (Pat Woodell) ; une junkie. Les conditions de détentions sont très dures et le camp est dirigé par une gardienne sadique. Collier et ses compagnes de cellules cherchent à s'évader, tandis que le nouveau médecin de la prison tente auprès de la directrice de plaider pour de meilleurs traitements. Par ailleurs, la prison est alimentée en produits frais par deux aventuriers qui ne sont pas insensibles aux charmes de certaines détenues.

## Fiche technique
- Titre français : The Big Doll House
- Réalisation : Jack Hill
- Scénario : Don Spencer
- Photographie : Fred Conde
- Musique : Hall Daniels
- Production : John Ashley, Eddie Romero, Jane Schaffer, Roger Corman et Cirio H. Santiago
- Pays d'origine : États-Unis
- Format : Couleurs - 1,85:1 - Mono
- Genre : action
- Date de sortie : 1971

## Distribution
- Judith Brown : Collier
- Roberta Collins (en) : Alcott
- Pam Grier : Grear
- Brooke Mills : Harrad
- Pat Woodell : Bodine
- Sid Haig : Harry
- Christiane Schmidtmer : Miss Dietrich
- Kathryn Loder : Lucian
- Jack Davis (en) : Dr Phillips